# Киннула
Киннула (фин. Kinnula) — община в провинции Центральная Финляндия, Финляндия. Общая площадь территории — 495,71 км², из которых 35,48 км² — вода.

## Демография
На 31 января 2011 года в общине Киннула проживают 1819 человек: 973 мужчины и 846 женщин.
Финский язык является родным для 99,45 % жителей, шведский — для 0,05 %. Прочие языки являются родными для 0,49 % жителей общины.
Возрастной состав населения:
- до 14 лет — 16,33 %
- от 15 до 64 лет — 60,42 %
- от 65 лет — 23,36 %

Изменение численности населения по годам:
| Год  | Численность |
| ---- | ----------- |
| 1980 | 2248        |
| 1990 | 2307        |
| 2000 | 2117        |
| 2010 | 1821        |
| 2011 | 1819        |